# László András
László András (pseudonim literar: Falus) (n. 30 noiembrie 1919, Budapesta-d.11 mai 1988 Budapesta) a fost un scriitor, romancier, jurnalist și traducător maghiar.